# 機器戰警 (1987年電影)
《机器战警》（英語：RoboCop）是保罗·范霍文导演、爱德华·诺麦尔与迈克尔·迈纳编剧的1987年美国科幻動作片，彼得·威勒、南茜·艾伦、丹·奥赫里奇、罗尼·考克斯、柯特伍德·史密斯、米盖尔·弗尔主演。故事发生在不久的未来，底特律犯罪猖獗，警官亚历克斯·墨菲（威勒饰）遭犯罪团伙杀害，巨型企業“全向消费品”利用他的脑部与机械结合创造賽博格执法机器人，人称“机器战警”。机器战警以残酷手段打击犯罪，但同时又因脑中挥之不去的模糊记忆与人性左右为难。
电影源自诺麦尔在《银翼杀手》片场工作时的设想，他和迈纳合作设计理念。制片人乔恩·戴维森1985年初代表猎户座影业买断两人的剧本。项目迟迟未能敲定导演人选，范霍文不理解剧本讽刺含义两次谢绝，后经夫人劝说改变主意。电影1986年8到10月摄制，主要在達拉斯取景。罗伯·博汀带领特效工作组制作实景特效、暴力血腥画面、机器战警装束。
电影始终特别强调暴力，甚至颇显滑稽可笑。审查机构认为暴力内容太过火，片商为争取理想院线分级不得不缩减或修改许多镜头。片名难以营造卖点，发行商预计电影营销困难重重，但发行前面向影评人预映反响良好、好评口耳相传令制片商对电影上映充满期待。《机器战警》1987年7月上映后票房不俗，收入5340万美元。影评人称赞本片将动作场面、深层哲学含义和讽刺巧妙融合，对贯穿全片的极端暴力场面观感不一。电影获一项奥斯卡金像奖、多项土星獎，另有众多入围。学术界分析本片主题，如人性、个人身份，企业贪婪、腐败、还有文章认为电影谴责罗纳德·里根的政策。
电影热卖催生机器战警系列，续集《机器战警2》1990年面世，《机器战警3》1993年上映，还有儿童动画片、真人电视剧、电子游戏、漫画、玩具、服饰等商品。2014年上映的《机械战警》乃重启之作。2020年，剧情直接延续1987年原版的新续集进入开发，片名暂定《机器战警归来》，不考虑全系列其他作品情节。

## 剧情
不久的未来，反乌托邦背景下的底特律在破产与社会崩溃边缘徘徊。犯罪猖獗、资源枯竭，政府把底特律警察局交给特大企业“全向消费品”控制。公司高级总裁迪克·琼斯向众人介绍用于取代警察的209系列执法机器人，但演示时机器人故障，配合演示的高管惨死。雄心勃勃的初级高管鲍勃·莫顿把握机遇，向总裁“老大哥”介绍“机器战警”计划。警员亚历克斯·墨菲调到都市西区分局，与新塔档安妮·刘易斯追踪臭名昭著的犯罪分子克拉伦斯·博迪克及爪牙埃米尔·安东诺夫斯基、利昂·纳什、乔·考克斯、史蒂夫·明，博迪克团伙伏击警察，抓获墨菲后痛加折磨，最后博迪克亲手将他枪杀。莫顿把墨菲的尸体转变成机器战警，拥有厚重装甲和强大火力，力度过人但丧失人生记忆。机器战警需遵循三大指令：服务公信、保护无辜、维护法律，另有内容保密的第四大指令。
机器机警划到都市西区分局，打击犯罪手段残忍高效，招来媒体追捧。墨菲曾为讨好儿子把收枪入套动作练得非常熟练而独特，刘易斯看到机器战警的类似举动后怀疑他就是墨菲。机器战警返厂维护时梦到墨菲之死，他离开维修站后遇到刘易斯，后者以“墨菲”相称。机器战警巡逻时逮捕从举止上认出他是墨菲的埃米尔，进一步深化记忆，接下来用警方数据库查找埃米尔同伙并检视墨菲的警察档案。墨菲去世后夫人带着儿子搬走，但机器战警来到故居后还是想起许多往事。琼斯对莫顿踩他上位怀恨在心，安排博迪克杀人。机器战警找到博迪克团伙所在，经过残酷枪战重伤博迪克，后者供认乃听取琼斯指令行事。机器战警想处死博迪克，但程序指令要求他维护法律。他赶到全向消费品公司大楼逮捕琼斯，四号指令适时启动，原来这是该公司安排的内部保险，一旦对付全向消费品高管，机器战警各机能就会失效。琼斯承认策划莫顿之死，启动209系列机器人企图消灭机器战警。机器战警勉强脱身后又遭听命全向消费品的警方袭击，受创严重，幸得刘易斯协助逃到废弃钢铁厂自我修复。
警队人手严重不足，资金也被全向消费品克扣，忍无可忍的警察罢工，底特律陷入混乱。琼斯释放博迪克团伙，提供强劲武器要求他们摧毁机器战警。博迪克等人找到钢铁厂后很快全部被杀，刘易斯身受重伤，机器战警被钢梁压住无法脱身，但还是用身上装备捅进博迪克喉咙结果对方。机器战警在全向消费品董事会揭发琼斯杀害莫顿的真相，琼斯为脱身将老大哥劫为人质，但老大哥宣布开除琼斯，免受四号指令压制的机器战警开枪打死琼斯。老大哥非常满意并询问姓名，机器战警回答“墨菲”。

## 演员
- 彼得·威勒饰亚历克斯·墨菲兼机器战警：执勤时遇害的底特律警察，随后改装成执法机器人[1]。
- 南茜·艾伦饰安妮·刘易斯：墨菲的塔档，为人坚强而忠诚[2]。
- 丹·奥赫里奇饰老大哥，全向消费品总裁[3]。
- 罗尼·考克斯饰全向消费品高级副总裁迪克·琼斯[4]。
- 柯特伍德·史密斯饰克拉伦斯·博迪克：与琼斯结盟的犯罪头目[1]。
- 米盖尔·弗尔饰全向消费品初级高管鲍勃·莫顿，机器战警项目负责人[1][5]。

保罗·迈克兰尼扮演埃米尔·安东诺夫斯基、雷·怀特出演利昂·纳什、杰西·戈因斯诠释乔·考克斯、卡尔文·阮饰史蒂夫·明，都是博迪克团伙爪牙。罗伯特·多基扮演里德警佐，迈克尔·格里高利出演赫奇科克副警监，菲尔顿·派瑞诠释全向消费品雇员唐纳德·强森、凯文·佩奇饰死于209执法机器人故障的全向消费品官员，李·德布罗克斯扮演毒品仓库业主萨尔。
马里奥·马查多与莉扎·吉邦斯分别出演新闻主播黄凯西和杰西·珀金斯，内梅斯扮演电视节目主持人比克斯比·斯奈德。安吉·波林与杰森·莱文分别饰演墨菲的遗孀和儿子。导演保罗·范霍文客串出演舞蹈夜总会赞助人，制片人乔恩·戴维森为209执法机器人配音，約翰·蘭迪斯在片中广告出镜。史密斯情侣琼·皮尔克饰演迪克·琼斯的秘书。

## 制作

### 构想与编剧
20世纪80年代初，剧作家兼环球影业初级剧本主管爱德华·诺麦尔满怀抱负，构想出《机器战警》的輪廓。他很喜欢动作片和《星際大戰》等机器人主题科幻片，也对成人向漫画书很感兴趣，於是通过研究寻找有改编潜力的作品:7。1982年科幻片《银翼杀手》在华纳兄弟的摄制地点与诺麦尔的办公室相邻，他非正式地加入剧组了解电影制作:22，這段经历为他构思《机器战警》创造条件：“我仿佛从远处想象类似《银翼杀手》的世界，全机械体警察开始感受人类真实情感”:22。诺麦尔用几晚就写出40页大纲。
诺麦尔为环球搜寻素材时看到导演迈克尔·迈纳雄心勃勃的学生视频:22。两人见面探讨各自构想，《机器战警》与迈纳的机器人主题摇滚音樂錄影帶不无相似。迈纳於2014年接受采访时自称曾构思“超级战警”:22。两人日常工作之余利用夜间和周末通力合作，花两个月讨论构想，再用两到三个月一起写作。相互缺乏了解导致双方早期合作事倍功半，需要学习如何向对方提出有价值的意见:22–23。
1960年心理恐怖片《驚魂記》女主角在第一幕遇害，对诺麦尔影响很大，也想早早安排主角丧生。他从漫画书和个人经历的企业文化汲取灵感，意图讽刺20世纪80年代商业文化，例如美国金融业在日本影响日益增长下越来越咄咄逼人，探讨如何提高杀戮效率的17世纪著作《五輪書》在华尔街热卖。他认为底特律汽车工业衰落的主要原因是官僚作风猖獗。诺麦尔在办公室上班时幻想机器闯入会场杀死所有人，片中209机器人在董事会故障杀人的情节由此而来。:7迈纳认为罗纳德·里根执政时期堪称见利忘义的时代，米爾頓·佛利民与芝加哥男孩等经济学家在总统和中央情报局支持下洗劫全球，《机器战警》的作用就只是博君一笑。“警察为坚称‘拥有你们’企业工作的同时不忘初心，这就是本片核心。”片中媒体报道时段源自诺麦尔与迈纳的理念，两人1984年12月完成待售劇本。

### 前期发展

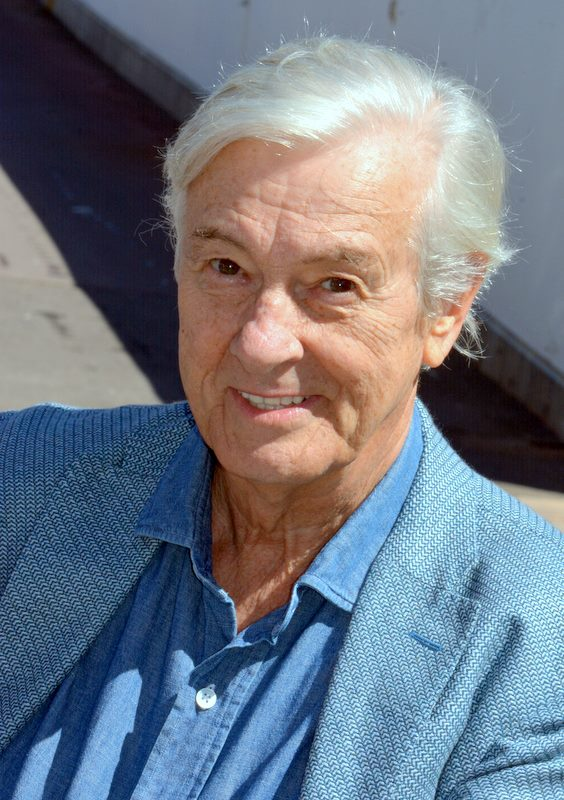
导演保罗·范霍文（2016年）两次拒绝执导本片，直到认同“人物失去身份”的潜在剧情才改变主意

剧本初稿题为《机器战警：未来执法》，1985年初交业界友人和同僚审核。一个月后诺麦尔和迈纳接到两份邀约，一份是大西洋娱乐集团，另一份是导演乔纳森·卡普兰与制片人乔恩·戴维森代表的猎户座影业:23–24。戴维森对剝削電影和B級片制作很有经验，曾参与1980年喜剧片《空前绝后满天飞》制作，自称受剧本中的讽刺吸引:23–24。他邀请诺麦尔和迈纳观看《铁血双探》（1968年）、《緊急追捕令》（1971年）、《疯狂的麦克斯2》（1981年）等电影，表达他希望《机器战警》传达的基调。猎户座影业为项目开绿灯后，两位编剧开始创作第二稿。:25
戴维森通过旗下托伯影业制作本片:58，向两位编剧支付数千美元买断版权，再付2.5万美元改写费。电影一旦上映，两人还能从制片商利润分成八个百分点。范霍文还从未与木偶师、动画师、实景特效设计师合作，戴维森的联络对导演帮助很大。制片人提出不以底特律为背景，诺麦尔认为该市衰败的汽车工业对影片很重要，拒绝变更。经猎户座影业提议，克拉伦斯·博迪克与迪克·琼斯狼狈为奸。
卡普兰为执导《X计划》（1987年）退出项目，新导演人选直到半年后才敲定，许多人听到片名就表示没兴趣。制片商邀请大衛·柯能堡、亚力克斯·考克斯、蒙特·赫尔曼执导，赫尔曼后来担任第二摄制组导演。迈纳想当导演，但猎户座影业无意把七百万美元的项目交给新手:23, 25。
迈纳获邀执导《绝命武器》（1989年），谢绝出任本片第二摄制组导演的机会:25。猎户座影业高管芭芭拉·博伊尔推荐凭《青葱岁月》赢得认可、刚执导首部英语片《冷血奇兵》的保罗·范霍文:25，但他看到剧本第一页就谢绝邀请，令项目进一步延迟:25。博伊尔又给范霍文发去剧本，建议他留意深层含义，后者不为所动，夫人玛蒂娜看过后建议他试试，不要错过类似“人物失去身份”的剧情“灵魂”。范霍文英语还不流利，自承不理解剧本中的讽刺。看到机器战警返回墨菲故居催生回忆的情节后他终于决定接手。
戴维森、诺麦尔、范霍文在卡尔弗制片厂庄园讨论项目。范霍文准备拍成正剧；诺麦尔请导演翻阅包含判官爵德的《公元两千年》等漫画书目，以便范霍文理解编剧设想的电影基调:25。诺麦尔与迈纳根据导演要求创作第三版剧本，为赶进度持续工作至深夜甚至带伤作业，新剧本共92页，包含墨菲与刘易斯相恋的子线剧情:25。范霍文看过后承认设想有误，决定采用第二版并借鉴漫画书风格:25。

### 选角

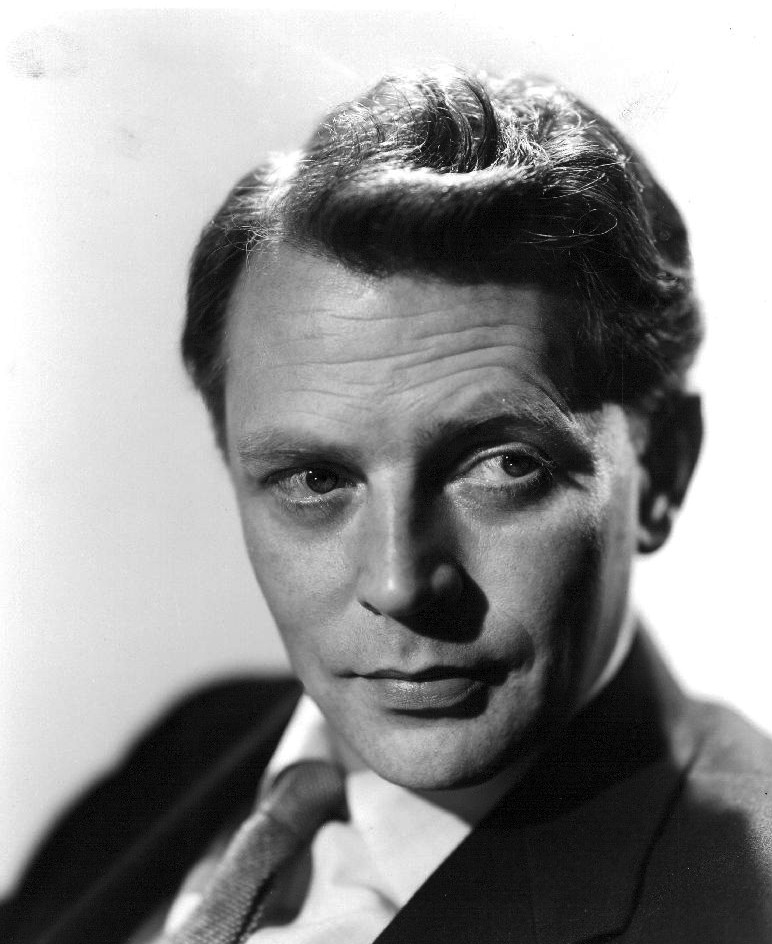
丹·奥赫里奇（1955年）扮演的老大哥以MCA公司高管刘·瓦瑟曼为原型

男主角人选用六到八个月才敲定:19，剧组曾考虑阿诺·施瓦辛格、迈克尔·艾恩塞德、魯格·豪爾、湯姆·貝林傑、阿曼德·阿山特、凯斯·卡拉定、詹姆士·雷瑪:25。猎户座影业不久前的《终结者》大卖，希望请施瓦辛格出演，但他和另外几位人选体型太强壮，穿上机器战警服饰会显得不可信，例如施瓦辛格可能会像必比登或面团宝宝:19。男主角面部在片中绝大多数时间被头盔掩盖，部分演员难以接受。据戴维森透露，当时只有威勒一心愿意出演。:19他最大的优势在于片酬要求不高，体型因跑马拉松及武术训练控制得很好，而且凭《反暴戰士盟》成名后他的影迷大都喜欢科幻片。范霍文自称选中威勒主要是因为对方的下巴很适合本片。:23, 25:19威勒与哑剧演员莫尼·亚基姆合作数月，用美式足球制服模拟机器战警装束，达到流畅但收尾时不无僵硬的动作风格。威勒自称推掉出演《金刚复活》（1986年）的机会接演本片主要是想与范霍文合作。
斯蒂芬尼·齐姆巴丽斯特本已敲定出演安妮·刘易斯，但她出演的电视剧《斯蒂尔传奇》1986年停播后又因人气高涨续拍，不得不因合同义务退出本片。替代人选南茜·艾伦认为片名《机器战警》实在乏味，但剧本引人入胜。艾伦以金色长发闻名，范霍文不希望人物变成性感花瓶，要求剪短，艾伦为此理发八次才达到导演要求。为演好女警，艾伦请当副警监的父亲提供演出建议，还到警察学院训练。范霍文鼓励艾伦增重并朝更具男子气概的方向演出，她戒烟后就实现增重目标。
柯特伍德·史密斯试镜迪克·琼斯和博迪克，此前他主要以电视演出闻名，没演过热卖电影，把本片视为有潜力的B级片。剧本要求博迪克戴眼镜，类似纳粹高官海因里希·希姆莱。史密斯对此一无所知，把人物塑造成只会“嘲讽、傻笑的毒枭”，却又故意装成充满智慧的军国分子头目。艾恩塞德已经演过《反攻美国》（1987年），不想再演“精神变态”而且无意参与以特效为主要卖点的电影，谢绝出演博迪克的机会。此外罗伯特·皮卡多也曾试镜博迪克。
罗尼·考克斯以往戏路基本局限在好好先生，觉得这导致他难以获得出演更具男子气概人物的机会。范霍文于是请他扮演大反派迪克·琼斯。考克斯自称演反派“比演好人大约有意思亿万倍”，琼斯完全没有同情心，是不折不扣的恶魔。米盖尔·弗尔对影片前景不是很有信心，但此时急于找工作，什么活儿都愿意接。老大哥是以MCA公司高管刘·瓦瑟曼为原型，诺麦尔觉得此人形象强大甚至令人生畏。电视节目主持人比克斯比·斯奈德是在英国笑匠班尼·希爾基础上美国化而成，而且表现更极端。电台名流霍华德·斯特恩获邀参加演出，角色未定，但他感觉影片题材很愚蠢而谢绝邀请，电影上映后他颇为赞赏。

### 摄制

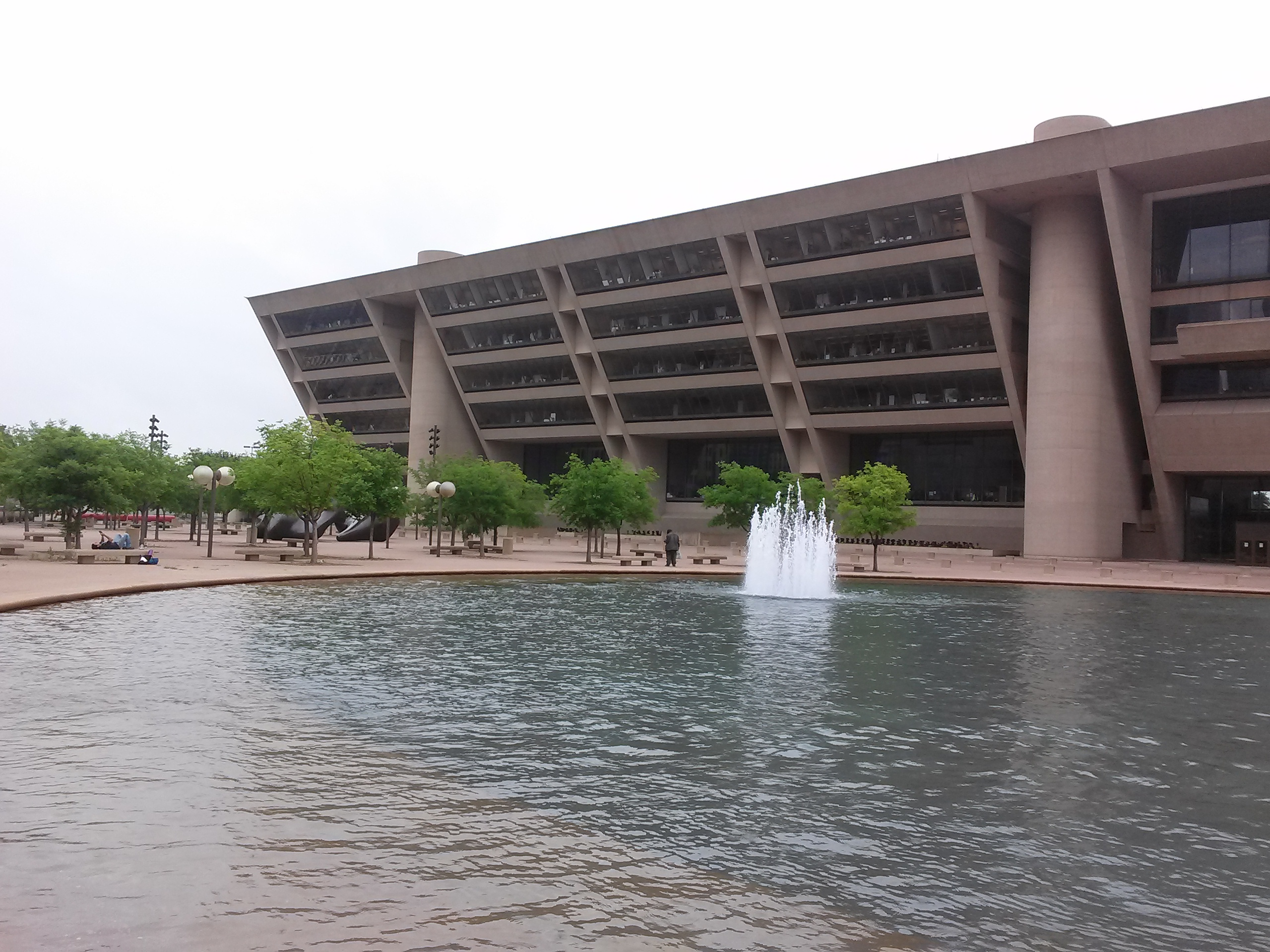
全向消费品总部外景在達拉斯市政廳摄制，辅以接景技术令建筑显得更高

《机器战警》1986年8月6日开始主体拍摄，预算1100万美元。攝影指導约斯特·瓦卡诺曾与范霍文合拍《青葱岁月》:58。导演本想聘请《银翼杀手》美术总监劳伦斯·波尔，但戴维森提醒他预算有限，花大价钱请设计师就不得不削减机器战警服饰开支，最后改请威廉·桑德尔。赫尔曼执掌第二摄制组，导演部分动作戏。
电影基本上全部在達拉斯取景，少量镜头在欧文拉斯科琳娜或匹兹堡摄制。范霍文希望拍摄地点比较现代化，符合“不久的未来”背景。底特律许多建筑太过低矮或毫无特色，视觉上也不吸引人:19。另据诺麦尔透露，底特律工会影响很大，无疑会抬高摄制成本:17，最后只有片头的录像画面短暂出现真正的底特律:7。芝加哥因美学因素落选，纽约成本太高，另据戴维森透露，猎户座影业希望电影摄制地点远离该公司总部，故不考虑加利福尼亚州:19。达拉斯和休斯敦都有许多现代建筑，最后还有局部地区时代更久远、看起来不那么亮丽的达拉斯入选，减少剧组使用炸药的阻力。影片计划在达拉斯拍九周，但开拍后很快就确知需要延长。制片商看到已拍素材后同意延期并将预算提至1310万美元。不同取景地天气波动显著，达拉斯夏季气温通常在32到46摄氏度:19:46，匹兹堡非常寒冷。
机器战警服饰是在开拍一段时间后才做好，虽未影响拍摄周期，但威勒穿戴服饰排练一个月的计划落空。他看到服饰后非常失望，因为过于笨重，根本没法像练习时那样移动，需长时间适应:48。头盔阻挡视线，戴上手套又很难抓取物体:61:48。威勒与范霍文大吵一架后被炒，剧组一度考虑请兰斯·亨利克森代替，但服饰是按威勒的身材制作，其他人鼓励他和导演搞好关系。亚基姆协助威勒放慢动作以满足演出需求。炎热天气对威勒非常不利，流汗工作使他平均每天瘦下1.4公斤:19。压力太大导致他失眠，不得不服用处方药，往往拍摄时药效还没过去。
范霍文经常在开拍前与演员排练:60:17, 20，同时鼓励即兴发挥，希望获得有价值的素材。博迪克部分举动源自史密斯临场发挥，如把口香糖粘在秘书桌子上，把血吐到警局桌台上。据史密斯后来回忆，当时他提出“或许我把血吐在桌上怎么样？......（导演）脸上挂着淡淡的微笑，然后我们就这么拍。”摄制期间诺麦尔坚持留在一线，有时根据灵感增加剧本情节，例如看到聚会帽子道具后增加新年聚会桥段，还有星球大战计划平台故障走火的情节:25。导演认为诺麦尔在场很有帮助，方便大家讨论调整剧本或取景地，确保桥段达到理想效果。

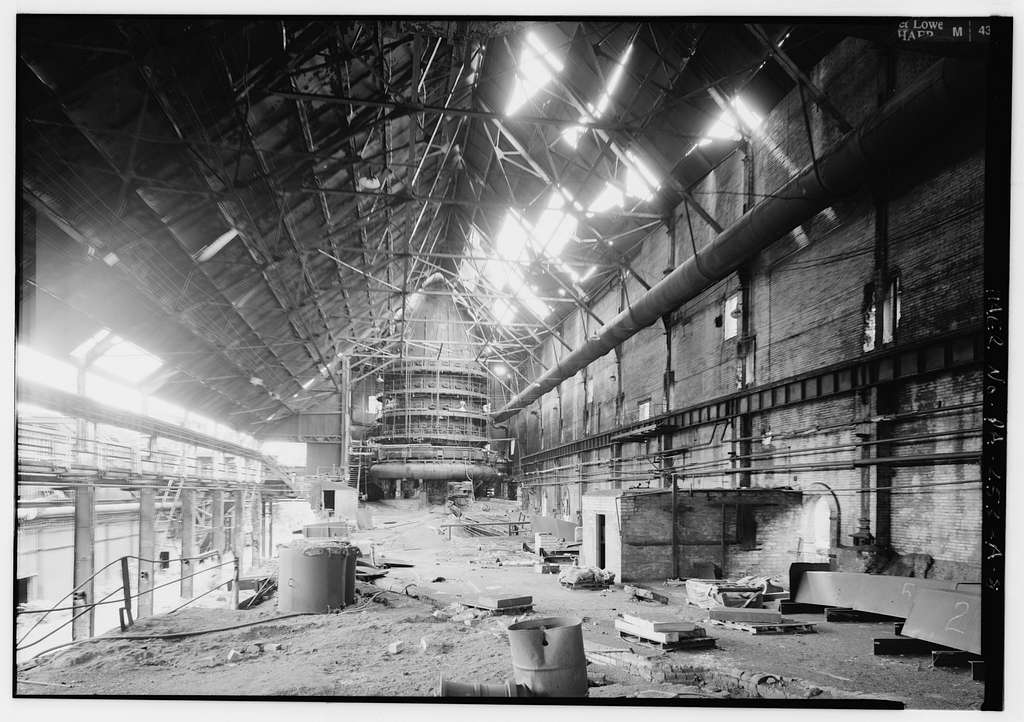
片尾机器战警与博迪克团伙的高潮大战是在上图所示宾夕法尼亚州钢厂取景

范霍文出了名的不合群，而且经常在片场言语攻击他人。史密斯表示范霍文从不朝演员大喊大叫，只不过太专注工作，没把心思放在交际上。考克斯与艾伦对导演评价很好:20。威勒拍摄之余同片中扮演反派的演员在一起，如史密斯、怀斯、阮，众人坚持健康的生活习惯，支持威勒为紐約馬拉松训练。
剧组在达拉斯及周边许多地点取景。全向消费品内部是在文艺复兴大厦办公室取景，外部采用達拉斯市政廳，辅以接景技术令建筑显得更高。全向消费品的大型升降梯是在美洲广场摄制。克罗泽科技高中用于拍摄底特律警察局外景，内景取自赫尔曼之子大厦，达拉斯市政大厦充当底特律市政厅。博迪克团伙炸毁店面的镜头在迪普埃伦街区取景，爆炸威力一度超出预期，演员纷纷跑开，史密斯脱掉着火的外套，剧组向参与演员补偿四百美元特技表演费。片中爆炸的壳牌石油加油站位于艺术区，不知在拍电影的当地居民报火警。根据剧本要求，爆炸后的大火形成“地狱”字样，戴维斯同意拍摄但成片未采纳，迈纳非常失望。
夜总会取景地以前叫斯塔克俱乐部，范霍文向俱乐部成员示范如何跳舞的画面拍入镜头，后在成片采纳。达拉斯取景地还包括中央快速路、重逢竞技场、新月停车场:17。片尾机器战警与博迪克团伙的高潮大战是在宾夕法尼亚州威斯特摩兰县莫内森、距匹兹堡不远的钢厂摄制。拍摄工作1986年10月下旬收尾:8。

### 后期制作
猎户座影业批准为后期制作和配乐增加60万美元，预算总额升至1370万美元。
弗兰克·乌里奥斯特负责本片剪辑。墨菲之死、机器战警取下头盔、左腿枪套等镜头是在后期制作阶段补拍:23,38。根据原本拍摄的素材，机器战警片尾自称墨菲后镜头转向医院，表明刘易斯还活着，最后是机器战警再度上街巡逻。剧组认为观众看到刘易斯在世会产生胜利的满足感，但机器战警独自上街又会削弱这种感觉，决定把两段都剪掉。:41:72范霍文希望片中媒体情节突然插入打断剧情，令观众产生焦虑感。皮特·蒙德里安的美术作品以用黑色线条分隔彩色方块，对导演影响很大。除“TJ雷泽”桥段是诺麦尔导演外，片中媒体报道均由彼得·康恩执导:8–9, 24。
《机器战警》暴力充斥，很难在美國電影協會拿到理想的R级，即17岁以下观众需成人陪同才能观看。电影初步评为X级，17岁以下观众不能观看。媒体宣称电影11次申请评为R级遭拒，范霍文称实际上是八次。美国电影协会对墨菲之死、209执法机器人杀害官员等镜头意见很大。后期不得不缩减暴力场面，增加媒体报道内容以便缓解观众情绪。据范霍文回忆，评论家觉得评级修改后的成片风格前后矛盾，质疑是否放映员拿错卷筒。
美国电影协会对埃米尔变异体被博迪克的车肢解同样意见很大，但试映时每到此处观众的笑声总是最大，导演、制片人、制片商都拒绝妥协:20。范霍文有意令暴力桥段显得滑稽而且脱离现实，觉得修剪后镜头实际上更血腥。他还记得年幼的孩子在看X级版时大笑，R级版上映时观众发笑的镜头反而减少。在他看来，人们“喜欢看暴力和可怕的事物”。完整版《机器战警》长103分钟。
曾与范霍文在《冷血奇兵》合作的巴索·普列多斯为本片谱曲，配乐乃管弦乐与合成乐结合而成，反映主角的半机器人本质。乐曲由伦敦室内乐团演奏。

## 特效与设计

### 特效

保罗·迈克兰尼扮演的埃米尔·安东诺夫斯基。迈克兰尼上身覆以假体营造皮肤融化效果，试映观众对他死亡的镜头评价最好

罗伯·博汀带队《机器战警》特效工作组，主要成员包括菲尔·蒂贝特、斯蒂凡·杜普里斯、巴特·米克森、克雷格·海耶斯等。
本片特效极尽暴力，导演认为这能让镜头显得好笑。他觉得墨菲之死残忍程度可比耶穌被釘十字架，肯定能马上激起观众同情:20。这场戏在加利福尼亚州长滩的废弃装配厂拍摄，镜头对准抬升起来的操作台，方便工作人员在下面控制效果:23。为真实呈现子弹在墨菲身上打出连串孔洞，剧组利用藻酸盐制作假肢，里面的管子泵入人造血和压缩空气。人造左臂用尼龙搭扣附在威勒肩膀，由三名操作员控制，手臂能以可控手法炸开，方便重新组装后再拍。:23人造右臂连以单丝钓线，方便猛然扯离威勒的躯干:23。剧组根据威勒上半身制作细节非常清晰的复制品，用于拍摄博迪克开枪命中墨菲头部的镜头:23:20。人物脸部是用泡沫乳胶制模，烘烤后就像肉一样很有弹力；头骨采用玻璃纤维制成，内含血袋和炸药。头部由四名木偶师控制，上面的汗和血清晰可见。假体附加风扇产生震动，仿佛怕得发抖。头骨内含引爆电荷通过电线与史密斯所持枪支的扳机相连，确保效果同步。:23–24
埃米尔变异并融化的画面灵感源自1977年科幻片《不可思议的融化人》，博汀设计并制作埃米尔的假体，用泡沫乳胶头饰和配套手套营造人物皮肤融化的效果，“仿佛棉花糖酱从他骨头上剥落”:39，外面套上第二套假体营造进一步融化效果。杜普里斯为每套假体画上不同效果，凸显人物融化过程，再把假体装到铰接假人上，拍摄博迪克的车撞上埃米尔桥段。假人头部事先松脱以便撞飞，滚到汽车发动机盖上纯属偶然。埃米尔的躯体最后全部液化流下挡风玻璃，液体是生鸡肉、汤、肉汁混合而成。:39高潮大战时当头砸倒机器战警的钢梁其实是漆木，用于拍摄的假人就是埃米尔撞车那个:39。范霍文本想由机器战警从眼睛捅死博迪克，但因担心无法过审放弃:40。
片尾迪克·琼斯摔死的镜头由罗科·焦弗雷采用静止木偶动画制作。准备时间有限，采用高质量的铰接式人偶根本来不及，只能用铝质骨架配合泡沫橡胶制作。人偶摔落的街道采用马克·沙利文画作接景摄制。:40:23209执法机器人杀害凯文·佩奇所饰高管的镜头耗时三天，佩奇身上带着两百个血袋，但范霍文对效果不满意，几个月后请回佩奇在制片厂搭建的董事会大厅重拍。除两百多个血袋外，佩奇身上还有装满金絲瓜和假血的塑料袋。他感觉每次血袋引爆都像挨打，拍摄过程痛得要命。摄制毒品仓库动作戏时，博迪克的替身演员摔向真玻璃，玻璃内含导爆索，在人物接触前几微秒爆破:32。为营造子弹打中机器战警时弹开的效果，剧组用气枪发射装有木糠的明胶胶囊:31–32。

### 机器战警
博汀负责设计机器战警服饰。他研究《星球大战》角色C-3PO，僵硬的服装令演员难以动作。《大都会》与《地球停转之日》的机器人:7，乃至漫画超级英雄设计都对他影响很大。范霍文希望人物看起来更像机器，提出的修改意见促使博汀创作近50种设计，最后采纳的圆润美感设计灵感源自日本插画家空山基。范霍文自承看过日本科幻漫画后产生不切实际的期望并浪费太多时间，导致机器战警服饰迟迟不能完工。
机器战警服饰多方面要求前所未有，设计与制作均超时超支:19。服饰制作耗时半年，主要采用柔韧的泡沫乳胶、半刚硬或全刚硬聚氨酯，头盔采用玻璃纤维:19。活动部分以铝和滚珠轴承连接，服饰整体以内部钩具支撑，满足动作场面连串活动需要。剧组共制作七套机器战警服饰，包含可防火或承受损伤的版本:27。服饰重量记载不一但最轻也有11公斤，最重36公斤。机器战警配备的貝瑞塔93R手槍枪管加长，枪把加大，经改装用于发射空包彈，侧边的通风口令枪每打出三枚子弹就会朝多方向闪光一次:19, 27。

### 209型机器人
蒂贝特绘制初步草图，请戴维斯设计全尺寸模型，保拉·卢切斯协助制作，为209型机器人开发争取预算:12, 15。范霍文希望机器人一看就显得不好惹，感觉戴维斯的初步设计缺乏“杀手”感。戴维斯的设计受虎鯨和美国空军A-7海盜二式攻擊機影响，他认为现代美国美学和企业设计政策重视外观甚于功能，常有过度或不切实际的零件。为避免机器人显出同情心，他没有设计眼睛。:15全尺寸铰接玻璃纤维模型耗资2.5万美元，重140到230公斤，高2.1米，制造耗时四个月:15–16:24。戴维斯等人每周工作100小时并持续数周，他预计镜头不会拍到机器人的脚，所以做得很粗糙:16。模型后用来巡回宣传:16, 40:24。
戴维斯又花四个月制作两台高30厘米的微缩模型，用于制作定格动画。两台模型提升动画制作和拍摄效率，节省55组镜头所需三个月时间。:16, 19209型机器人动画由蒂贝特负责，兰德尔·杜特拉与哈里·沃尔顿协助:19–20。蒂贝特有意令机器人动作显得生硬、不自然，一看就不像生命体，仿佛总是在摔倒前一刻才达到平衡。机器人发出豹子般的咆哮，戴维森临时为语音部分配音，最后在成片保留:20。

### 其他效果和设计
《机器战警》所含七段接景镜头的画作基本由焦弗雷绘制，都画在绝缘纤维板上。他在现场监督拍摄，在拍摄接景画面时根据需要遮挡摄像机镜头。据焦弗雷回忆，为取得美洲广场的理想镜头，他一度爬出五楼窗口。:11机器战警商标的磨光钢板效果采用特殊摄影技术制作，彼得·库兰根据猎户座影业的黑白商标素描设计。库兰制作放大的接景版商标并采用背光照明。为取得反光细节，他还制有背面是铝板的第二版。:8剧组用乙酸盐在摄制素材胶片上画出数以百计的线条，呈现机器战警与人类不同的视野。线条起初不是太粗就是太细，反复尝试才达成理想效果。:24库兰估计热成像摄像价格高昂，在演员的紧身衣上画出热成像色彩，再用偏振片镜头拍摄:28。美术总监盖尔·西蒙监督制作全向消费品会议室的德尔塔城模型:12。
片中警车是漆成黑色的1986年版福特金牛座，这款符合空气动力学的最新车型颇具未来美感，电影拍摄时刚刚投产。剧组原计划在车内设计复杂设施，可查询人脸照片、指纹等信息，但因过于繁杂放弃。:8博迪克等人驾驶的6000 SUX其实是奥兹莫比尔超级短剑，由吉恩·温菲尔德根据奇普·富斯的设计改装而成。剧组制作两台功能正常车型，还有一台无功能车用于拍摄爆炸桥段。:35–366000 SUX电视广告里的恐龙是橡皮泥捏成，唐·沃勒制作动画，史蒂夫·奇奥多调度:35–36。

## 发行

### 背景
业界专业人士对1987年暑期（即六至九月）电影市场趋于乐观。科幻、恐怖、奇幻三大类型是本季重点，事实证明即便业界不看好，这三类电影也能赚钱。《爱上罗姗》、《金甲部隊》、《铁面无私》等其他类型电影主要面向25岁以上中老年观众，相比之下，过去几年暑期电影市场往往只关注青少年。业界预测动作喜剧《比佛利山超级警探2》将主导院线，其他电影也能取得佳绩，如动作冒险片《飞越迷城》，喜剧片《大脚哈利》、《那女孩是谁》、《太空炮弹》，动作片《鐵血戰士》，续集《超人IV：寻求和平》、詹姆斯·邦德系列电影新作《鐵金剛大戰特務飛龍》。
业界预测《机器战警》和歌舞片《青春传奇》有望闷声发大财。《机器战警》公映前举办罕见的业内试映，与多轮预映一样反响良好，多次预映也表明制片商对本片很有信心。

### 营销

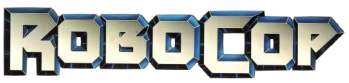
片中采用的机器战警商标

本片营销困难重重。《洛杉磯時報》的杰克·马修斯觉得“片名对电影来说实在太烂，任何人都不会觉得成年人会喜欢”。猎户座影业营销主管查尔斯·格伦也称片名无疑对宣传不利，“听起来就像‘机器人罗比’或‘百变雄师’之类，实际上完全不是一回事。”电影上映三个月前开始广告宣传，向院线投放5000份成人导向或适合全家各年龄段观众的预告片。猎户座影业促销总监简·基恩表示，儿童与成年人对机器战警角色反响良好。弗尔记得看到观众对电影院播放的《机器战警》预告片嗤之以鼻，令他颇感难受。北美各大城市出现机器战警模型，或演员身穿机器战警玻璃纤维服饰。人物形象还在佛罗里达州賽車活动、波士顿激光表演、纽约地铁亮相，儿童可在洛杉矶谢尔曼橡树购物中心与机器战警合影。
制片商提前向影评人试映不完整的未分级版，这对动作片来说十分罕见。格伦推断，欣赏范霍文以往作品的影评人也会认可《机器战警》。影评人整体认可未分级版，评价位居同年已上映电影前列，评语成为宣传资料素材。片商在影片上映前一周投放电视广告，还向公众限量试映。电影完整版得以在英国上映，分级委员会的理由是片中暴力颇具喜剧色彩，正邪双方泾渭分明。

### 票房
《机器战警》1987年7月17日在北美洲全面上映，首周末成绩超出预期，在1580家院线收入八百万美元，平均每家5068美元，超越重新发行的1937年动画片《白雪公主与七个小矮人》 （750万美元）和恐怖片《大白鲨4》（720万美元）位居榜首，三部电影都在这周上映。《机器战警》第二个周末以630万美元卫冕，领先《白雪公主与七个小矮人》（605万美元）和新上映喜剧《夏日补习班》（600万美元）。第三个周末本片以470万美元滑至第四，落后《青春传奇》（519万美元）、新上映恐怖片《捉鬼小灵精》（524万美元）、《007之黎明生机》（1105万美元）。
《机器战警》没再回归票房榜首，在前十位共停留六周。电影下线时共计收入5340万美元，成绩中等偏上，在全年票房榜排第14，之前三位分别是《鳄鱼邓迪》（5360万美元）、《青春传奇》（5420万美元）、《法网》（5740万美元）。影片在海外的上映表现已不可考。
1987年电影票价上涨，电影暑期档比往年多一周，16亿美元全年票房总额超越1984年15.8亿创下新纪录。1984年暑期上映《魔鬼剋星》、《魔宮傳奇》等众多大片，1987年的大片只有《比佛利山超级警探2》，但《机器战警》等成绩中等偏上的电影更多，共收入2.74亿美元，比1986年上涨五成之多。观众平均年龄持续上升，《机器战警》和《比佛利山超级警探2》等面向青少年的电影与1986年同类作品相比票房下跌两成二，成人导向电影收入增长三成九。《机器战警》属1987年暑期意外之喜，猎户座影业增值:25。

## 反响

### 专业评价

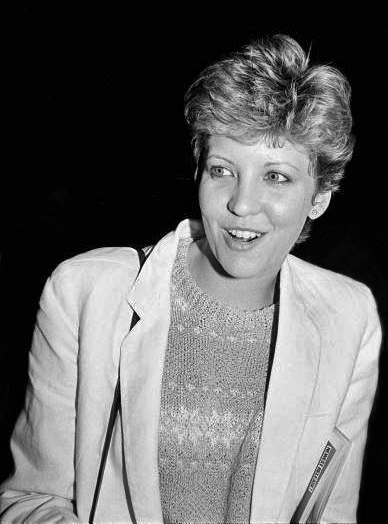
《综艺》杂志评论认为南茜·艾伦（图）为本片提供仅有的人情温暖

《机器战警》上映后普受好评，影院评分观众民调显示影迷为本片打出的平均分达到“A–”（最高“A+”）。
影评人指出，本片动作场面受到《终结者》、《異形2》影响，叙事可见《科学怪人》、《追讨者》（1984年）、电视剧《邁阿密風雲》的影子。《費城詢問報》与《纽约时报》影评人称本片为底特律构建独特的未来视角，一如《银翼杀手》中的洛杉矶。评论家称《机器战警》的电影类型难以认定，融社会讽刺与哲学、动作、科幻、驚悚、西部、粗俗喜剧、爱情、虐杀电影、超级英雄漫画、坎普风等元素于一身，而非这些内容的衍生作品。
评论称赞范霍文执导手法巧妙，黑色喜剧风格提供尖锐社会讽刺，《华盛顿邮报》认为本片换其他导演来拍就会变成单纯的动作片。《芝加哥論壇報》刊登戴夫·科尔的文章，认为范霍文的欧洲电影摄制风格对本片过犹不及，节奏感、张力、势头欠缺。《芝加哥读者》发文称导演一向擅长通过描绘肉体突出“卑鄙心理”，但在本片却没能妥善处理机器战警身上的“雅利安式温和”。《华盛顿邮报》与罗杰·埃伯特认可威勒的演出，在大部分时间藏身厚重服装背后的同时还能引起同情，表现骑士精神和脆弱一面。《华盛顿邮报》称赞威勒体现的美和优雅为电影增添神秘感，令墨菲遇害的情节更加恐怖。《芝加哥读者》看法相反，认为墨菲变成机器战警后几乎没留下任何有价值的演出。《综艺》杂志评论认为艾伦为本片提供仅有的人情温暖，选择柯特伍德·史密斯扮演“变态虐待狂”可谓恰如其分。
许多影评关注片中暴力。埃伯特与《洛杉矶时报》认为暴力内容实在过火，以致形成有意的喜剧氛围。埃伯特认为209型机器人处死高管的情节颠覆观众期待，提醒大家这不是什么看起来严肃直白的科幻片。《洛杉矶时报》称片中暴力场面令观众同时产生施虐感和惨痛感。科尔与沃尔特·古德曼认为片中暴力过于泛滥，以讽刺、批评企业腐败为借口沉迷暴力观感。《芝加哥读者》认为暴力内容带有“焦虑和痛苦色彩......仿佛范霍文（对暴力）既惊骇又着迷”；《基督科学箴言报》指出，评论界对这部“下流”电影的赞誉带有批判色彩，表明影评人“偏爱表面风格甚于实质内容”。
科尔与《华盛顿邮报》表示，影片最大亮点是讽刺企业腐败，公司高管与街头罪犯居然能直接互换，他们的贪婪和冷酷无情可谓肆无忌惮，遊戲節目与军事文化的诙谐批判也很有价值。影评人认可电影老瓶新酒，再现悲剧英雄寻求报复和救赎的经典情节，《洛杉矶时报》称赞本片把主角变成机器的同时又不断向人性、情感、理想让步，令传统老套的报复套路焕然一新。该报与《费城询问报》认为《机器战警》就像寓言，正派英雄靠道德与科技支持反击腐败、反派、乃至“偷”走他人性一面的“窃贼”，令观众对他取胜醉心不已。《华盛顿邮报》认为机器战警保留人性正是电影核心：“不论经纪人还是棒球手，有血有肉的英雄全都辜负我们的期望，我们需要有勇气的人，直截了当、不会在大学优等生荣誉学会瞎混，而且永远都不会滥用药品。世界需要‘机器战警’”。

### 荣誉
斯蒂芬·亨特·弗利克与约翰·波斯皮希尔因《机器战警》获第60届奥斯卡最佳音效剪辑奖，影片另获最佳剪辑（乌里奥斯特）和音效奖提名（迈克尔·科胡特、卡洛斯·德拉里奥斯、艾伦·罗钦、罗伯特·沃尔德），分别不敌《末代皇帝》剪辑加布里埃·克里斯蒂亚尼和音效师比尔·罗维、伊万·沙洛克。颁奖典礼遵循往年恶搞热门电影的惯例，机器战警亮相并从209型机器人手中救出皮威·赫曼。影片在第42届英国电影学院奖角逐入围最佳化妆（卡拉·帕尔默）、最佳视觉特效（博汀、蒂贝特、库兰），分别不敌《末代皇帝》化妆师法布里齐奥·斯福尔扎和《谁陷害了兔子罗杰》特效组（乔治·吉布斯、理查德·威廉姆斯、肯·拉斯顿、爱德华·琼斯）。《机器战警》是第15届土星奖入围最多的电影，最后赢得最佳科幻片、最佳导演、最佳编剧、最佳化妆（博汀与杜普里斯）、最佳特效（库兰、蒂贝特、博汀、焦弗雷），另有最佳男主角和最佳女主角提名。

## 后续

### 家用媒体
《机器战警》1988年初发行VHS录像带，定价89.98美元，销售额估计为2400万美元。猎户座影业花2.5万美元聘请前总统理查德·尼克松与身着机器战警装饰的演员握手，为电影宣传，尼克松把钱捐给美国男孩俱乐部。影片在租赁市场表现不俗，1988年3月中旬登顶。出租录像带供不应求，估计租户数量达录像带百倍，《熱舞17》、《铁血战士》、《野战排》等新片一带难求，《机器战警》等待时间最长。同年本片发行定价39.98美元的高带录像带，是首批推出该格式的电影，购买品牌高带录像机时免费赠送。
电影在美国上映时剪掉的暴力内容在标准收藏鐳射影碟恢复，同时提供范霍文、诺麦尔、戴维森的评论音轨。此后问世的家用媒体均提供未剪辑版。1998年9月标准收藏推出本片DVD。2004年6月面世的三部曲DVD盒装包含本片、1990年续作《机器战警2》、1993年续作《机器战警3》，提供电影制作和机器战警设计花絮。2007年8月20周年版提供院线上映版和未剪辑版，除过往版本花絮外还提供特效和反派设计新花絮。
索尼影业家用娱乐计划2006年率先发布本片藍光光碟，但在原定日期截止前几天取消，评价表明视频质量很差。2007年福克斯家用娱乐发行无花絮新版蓝光。评论表明新版画质提升，但仍有明显颗粒感或太暗等不足。三部曲蓝光盒装2010年10月发售。修复限量版蓝光影碟2019年发行，提供范霍文认可的4K解析度修复视频，片源乃原版底片。限量版提供海报、卡片收藏品，电影史学家和影迷评论音轨、删除镜头、艾伦与选角总监朱莉·塞尔泽入镜的新花絮，电影院线版、加长版、电视剪辑版。

### 其他媒体
与其他R级片相比，《机器战警》更适合开发周边商品。电影暴力充斥但商品主要面向青少年，如玩具枪、漫画书、其他各式玩具、主题公园游乐设施、小说，还有与1988年同名改编动画电视剧一起面世的机器战警超级警察可動人偶。漫威漫畫赶在电影上映同期出版改编黑白漫画，删除暴力和脏话内容，另有电子游戏进入开发阶段，T恤、其他电子游戏，以及圣诞节前发售机器战警玩偶的商业合作均在谈判。据称本片海报比《運動畫刊泳裝特輯》人气还高，艾德·纳哈执笔的改编小说七月加印第二版。电影上映后，收藏版动作人偶、服饰、陶器等商品层出不穷。2014年图书《机器战警定史》详细介绍《机器战警》系列制作过程。
经漫威漫画带头，机器战警的故事在漫画延续。漫威从1987年开始以彩色重印改编漫画，持续发行23期直到1992年版权转让黑马漫画。黑马漫画发行众多迷你系列漫画，如1992年的《机器战警对终结者》安排机器战警跨界对抗天网阴谋和终结者。漫画反响热烈，《主嫌犯》（1992年）、《轮盘赌》（1994年）、《人世牵挂》（1996年）等系列接踵而至。化身出版社（2003年）、炸药娱乐（2010年）、Boom!工作室（2013年）均推出《机器战警》系列漫画续作。
许多以本片为基础或汲取本片灵感的电子游戏面世。1988年发行的同名街机游戏后来移植到ZX Spectrum与Game Boy等平台。1994年的《机器战警对终结者》根据同名漫画改编，2003年同名第一人称射击游戏反响很差，开发商提图斯交互倒闭。

## 主题分析

### 企业权力

罗纳德·里根1981年发表电视讲话宣传减税，《机器战警》讽刺里根主张限制监管、下滲經濟學、亲商的政治政策

企业权力是《机器战警》核心主题。片中企业高管腐败贪婪，把公共服务私营化，底特律全城绅士化。迈纳自称随水门事件和越南战争长大的嬉皮士，对雷根总统的亲商政策不以为然，认为底特律毁于美国企业之手。众多评论指出，片中的底特律充斥强奸等各种罪行，“雷根经济学走错方向”，绅士化在此等于犯罪。里根时代政治对资本主义缺乏限制，企业争斗升级成真正的流血战争，警察变得唯利是从。迈纳指出，共和党或右翼特别担心犯罪失控，《机器战警》认为技术进步和医院、监狱、警察等公共服务私有化导致毒品和犯罪猖獗。剧本包含批评里根时代政策的内容，但导演本人对监狱私有化等城市政治议题缺乏了解。威勒宣称里根鼓吹的下滲經濟學纯属狗屁，对有需要的人来说生效速度实在太慢。
迈克尔·罗伯森指出，贯穿全片的传媒新闻或广告剑指雷根新自由主義政策。“全向消费品”利用墨菲遗体肆无忌惮，自称拥有机器战警。雷根是老大哥的原型，企业政策重视贪婪和利润甚于个人权利。企业有意削减警方资金，创造机器战警旨在以更高效手段取代警力。琼斯公然宣称209型机器人有没有问题根本不重要，关键是企业已经拿下持续多年提供备件的合約。他与博迪克密谋用毒品、妓女腐化建造德尔塔城的工人。戴维森认为影片政治上倾向自由派，加上暴力后变成“自由派法西斯”。片中体现支持工会的立场，警察局长相信警察本质上是公共服务，拒绝罢工，但警队资金、人员不足且饱受打击，最终走上罢工之路。相比之下，警察罢工对全向消费品来说不过是继续推出机器人的机遇。

### 男子气概与权威
文斯·曼奇尼指出，20世纪80年代银幕英雄几乎都是毫无疑问的好好先生，电影鼓吹城郊生活和物质享受，人物善恶分明，《法櫃奇兵》、《回到未来》都是如此。同期电影还鼓吹权威为善、可靠等理念，但《机器战警》证明权威也有缺点，贪婪、资本主义、外来劳工令底特律四分五裂。威勒认为机器战警乃20世纪40年代古板英雄（如賈利·古柏和詹姆斯·史都華扮演的人物）进化而成，那时的英雄生活体面；相比之下，现代观众则为残废警察残酷的报复欢呼。
苏珊·杰福兹表示，20世纪80年代诞生《机器战警》等许多“强硬躯体”电影，以完美、强壮、男子气概十足的人物保护“软弱躯体”，即保护弱者或能力不足者。机器战警以暴力消灭犯罪并挽救城市来展现力量，打在盔甲上的子弹弹回，攻击常见弱点胯部都只有攻击方受伤，表明消除犯罪需要强硬实力和男子气概。达里安·里德认为真正的男子气概意味着在生物体内加入非天然物质，机器战警采用的科技手段令男主角超出普通男子。

### 人性与死亡

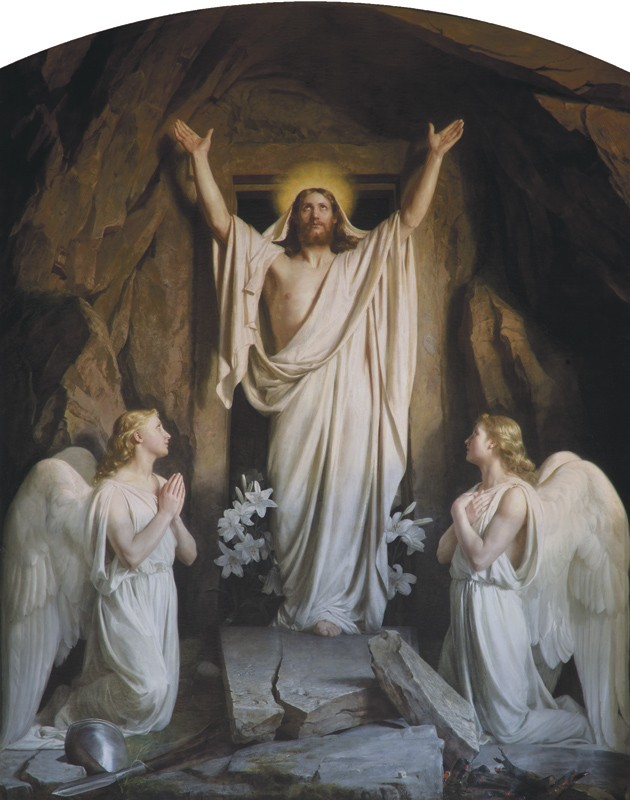
卡尔·布洛赫1881年画作《耶稣复活》。墨菲转变为机器战警直指耶穌被釘十字架和耶稣复活

人性本质、机器战警还留有多少人性同样是本片核心主题。诺麦尔希望观众思考机器战警到底还有多少属于墨菲，在他看来，应对转变正是本片人物旅程的重点:23。警察工作的企业凭弃权书主张雇员躯体所有权，有权任意支配墨菲的遗体，但机器战警不忘初心，甚至违抗企业高管的命令。外表非人的机器战警拥有人类情感，能感受真正的人类恐惧，与内心深处的良知一样令他超越机器。布鲁克斯·兰登对此立场相反，认为墨菲已死，恢复少许记忆不说明机器战警就是墨菲，它永远都无法变成真正的人并回归家庭。戴尔·布拉德利认为，如果机器战警只是自认拥有灵魂的机器，那就是因包含少量躯体而自以为是墨菲；或者也可以把机器战警视为全新的人，墨菲的人格碎片是其组成部分。斯拉沃熱·齊澤克认为墨菲虽死犹生，从各种标准来说都是死人，但又靠机械零件以不同形式复活。随着人格恢复，他从遵守预编程转变成遵从欲望。齐泽克指出，大众普遍渴望复生逃避死亡并报复生者。
墨菲死于漫长的暴力折磨，观众可将机器战警视为博迪克团伙与全向消费品以非人行径剥夺墨菲人性的产物。范霍文认为承认人类固有黑暗面非常重要，只有这样才能避免相互毁灭。儿时经历第二次世界大战并目睹无数非人行径对他影响很大，认为完美英雄理念战后失去市场，新英雄都必须克服黑暗面。范霍文称欧洲和美国拍片区别很大，欧洲版《机器战警》会探讨主角精神和心理问题，美国版注重报复。他在片中融入基督教神话：墨菲惨死可比耶稣受难，随后复活变身机器战警，在钢厂水上行走仿佛美国版耶稣挥舞手枪。范霍文自称不相信耶稣复活，但“能理解如此理想的价值，所以从艺术角度而言（耶稣复活）毫无疑问”。影评人还把机器战警前往墨菲故居比作寻找伊甸園或天堂。
兰登认为《机器战警》是典型的赛博朋克类型片，机器战警与普通人只是不一样，说不上谁更优秀，要求观众将他视为新生命形式。电影同样不将机器战警技术视为不折不扣的倒退，只是进步的必然结果，必将改变人生、改变对人生意义的理解。由此可见，机器战警体现人拒绝屈从于科技的抗争。片中主角没有恋爱关系，也没有明显色欲，保罗·萨蒙认为机器战警朝婴儿奶瓶开枪象征他和刘易斯永远不可能相恋:39。德鲁·泰勒看法类似，但认为莫顿与琼斯在全向消费品公司澡堂的对抗存在性对抗含义。

## 影响

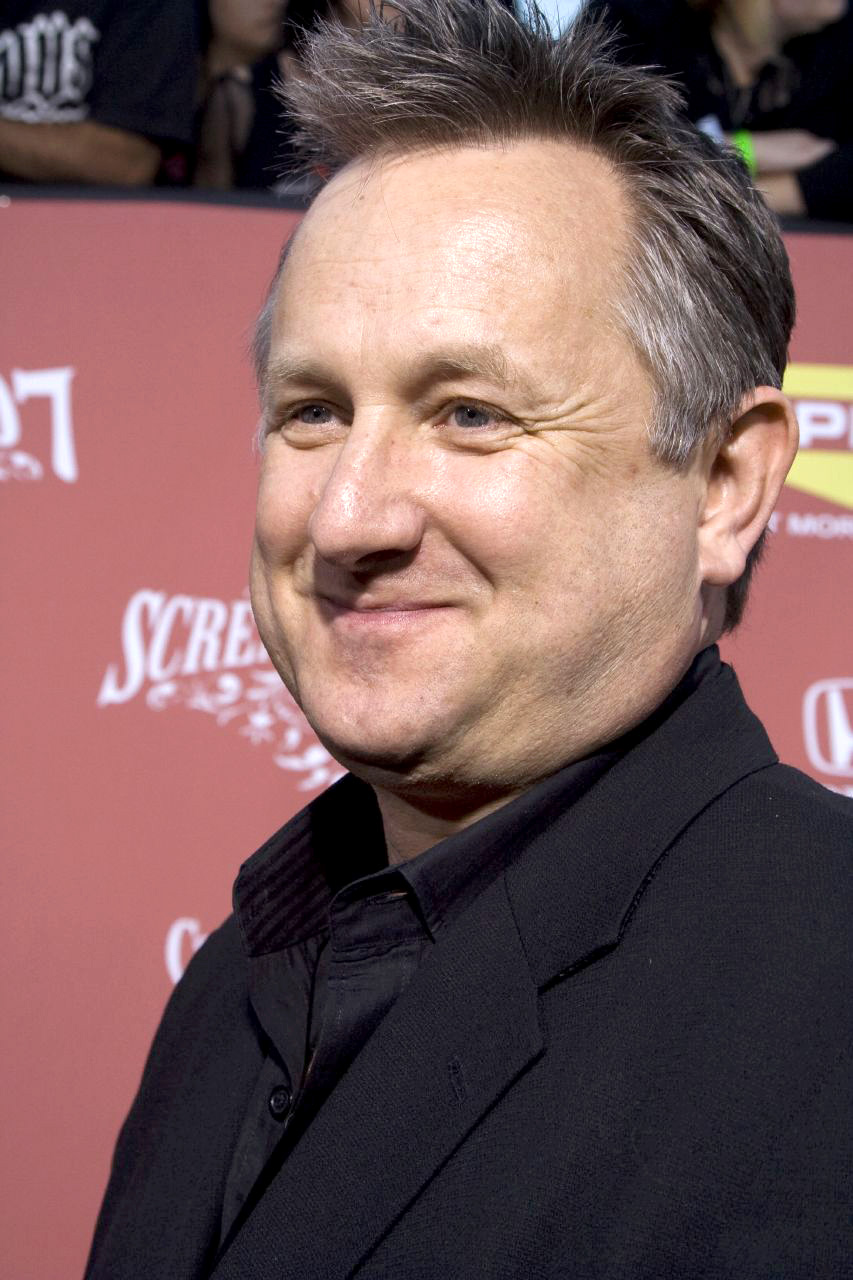
爱德华·诺麦尔（2007年）对科幻很感兴趣，参与《银翼杀手》摄制的经历促使《机器战警》诞生，美国空军后来请他当顾问提供未来构想

### 文化影响
《机器战警》为科幻片开创新类型。与同期许多电影主角不同，机器战警不像机器般清心寡欲、所向披靡，而是类似人类的机器人，明显受昔日人格影响。底特律破产并被评为美国最危险的地方后，诺麦尔在2013年接受采访谈论本片远见。在他看来，美国人“现在就生活在《机器战警》中的世界......大企业将如何照顾我们......又会如何罔顾我们”。范霍文声称《机器战警》领先时代，这是数字效果做不到的。威勒自认拍摄本片非常辛苦，最主要的原因便是机器战警服饰。范霍文同样感觉拍摄《机器战警》非常痛苦，主因包括特效难以制作和遇到的种种困境。弗尔对此感观相反，自认这是一辈子最开心的暑期。
本片影响不局限于北美，诺麦尔记得在罗马斗兽场附近看到未经许可的机器战警玩偶销售。他指出，许多机器人实验室项目名称在本片影响下以开头，参与《机器战警》更是美国空军请他当顾问提供未来构想的直接原因。影片上映后，范霍文接连执导热卖科幻片《全面回忆》和情色驚悚片《第六感追緝令》，其中前者也有罗尼·考克斯参演。1997年他与诺麦尔再度合作的科幻片《星河战队》问世。2020年《衛報》刊登斯科特·托比亚斯的文章，认为《机器战警》开创范霍文威权统治非正式科幻动作片三部曲，后两部分别是《全面回忆》和《星河战队》。以往戏路基本局限在好好先生的考克斯认为本片和《比佛利山超级警探》系列令他改头换面，大幅推动他的电影生涯，成为80年代极具代表的反派演员。
机器战警、209型机器人、克拉伦斯·博迪克成为文化标志人物。机器战警的“不论死活你都得跟我走”、209机器人的“给你20秒钟遵从”、电视节目主持人比克斯比·斯奈德的“我愿花一美元买”等台词都成为知名电影台词和文化标志。各种媒体引述本片，如电视剧《蓋酷家庭》、《酒吧五傑》、《红矮星号》、《南方公園》、《辛普森一家》，电影《反斗神鹰2》、《头号玩家》，电子游戏《杀出重围》、续作《駭客入侵：人類革命》。《毀滅戰士：永恆》创意总监雨果·马丁自承从本片汲取灵感。机器战警是2019年格斗游戏《真人快打11》可选人物，威勒配音。人物为任天堂1989年推出威力手套提供设计灵感，还在2019年肯德基广告亮相，同样由威勒配音。2020年，机器战警与忍者龜、大黄蜂一起亮相专线直达保险公司广告。
群眾募資的幕後花絮纪录片《机器纪录：创造机器战警》进入开发阶段，介绍《机器战警》原版三部曲技术制作并有大批演职人员访谈，但威勒没有参与。威勒表示对本片想说的都已说完，发誓不再讨论，但这不影响他出席阿拉莫通风室电影院在达拉斯市政厅举办的30周年放映活动，他认为活动是在向故乡达拉斯致敬。2011年首度有人提出在底特律竖立机器战警雕塑，群众募资七万美元。威勒和持有电影版权的米高梅都赞成计划，三米高的雕塑已经建成，只等在尚未公开的地点竖立并揭幕。

### 时代考验
评论汇总网站爛番茄共收集本片71篇评论，认可度九成，平均评分7.9（最高十分）。网站共识评述写道：“《机器战警》颇显夸张和血腥，但也是手法意外巧妙的科幻佳作，以极端暴力为名讽刺美国文化。”Metacritic收集的16篇评论平均评分67（最高100），代表“整体好评”。烂番茄评选两百部必看电影，本片排159位，评选三百部必看电影时本片再度上榜。2004年，《机器战警》入选《纽约时报》影史千佳。2008年《帝國雜誌》评选影史佳片五百强，本片排名第404。
众多媒体把《机器战警》列入影史科幻片杰作，其中《板岩》和IGN排第12，Thrillist网站第13，烂番茄19位，《帝国杂志》第20，GamesRadar+26位，另入选i09网站排名不分先后的必看科幻片50强。影片在许多20世纪80年代杰作评选榜上有名，《入围》周刊排第18，《前音後果》第23，Complex网站25位，《帝国杂志》69位，Collider网站和Highsnobiety网站排名不分先后。部分媒体把本片列入影史动作片杰作榜单，《娱乐周刊》排14位，《Time Out》第19，《帝国杂志》22位。
许多电影人对《机器战警》推崇备至，声称影片为各自事业提供灵感，如安娜·波頓與瑞安·弗雷克、尼尔·布洛姆坎普、李·沃内尔、肯·羅素，其中罗素盛赞本片是弗里茨·朗1927年作品《大都会》后最优秀的科幻片。2020年冠状病毒病疫情期间，动作片导演詹姆斯·岡恩推荐公众观看本片。

## 续作与改编
猎户座影业早在1987年11月就为续集开发亮绿灯，要求以PG级为目标，儿童无需成人陪同就能观看:25, 72，计划与1988年漫威制片推出的12集动画片《机器战警》同步发行。诺麦尔与迈纳开始编剧，但因1988年美国编剧协会大罢工期间拒绝工作被炒，取而代之的弗兰克·米勒所创第二稿剧本拍成《机器战警2》，第一稿拍成《机器战警3》:72。威勒在爾文·克許納导演的《机器战警2》再度出演主人翁，影片反响不佳，估计制片商最后亏本。
《机器战警3》由弗莱德·戴克尔导演，主要面向能推动商品销售的青少年观众。羅伯特·約翰·伯克取代威勒扮演机器战警，艾伦第三次也是最后一次扮演刘易斯。影片口碑票房双仆街。1994年电影同名真人电视剧面世，但同样评价不佳，22集后停播。剧中主人翁由理查德·伊顿扮演，诺麦尔和迈纳参与制作并沿用创作《机器战警2》的构想。1998年动画片《机械战警：阿尔法突击队》问世。佩奇·弗莱彻在2001年四集真人电视剧《机械战警：终极毁灭》扮演主人翁，剧情发生在原版《机器战警》十年后，不考虑续作剧情。在金融泥潭挣扎多年后，猎户座影业及手中《机器战警》版权均在20世纪末由米高梅收购。
何塞·帕蒂尔哈执导的2014年同名电影是1987年原版之作，喬爾·金納曼饰演机器战警，影片评价不一但票房热卖。范霍文觉得应该在他去世后才有“重启”作品问世，艾伦认为已成为影史标志的电影不该重拍。进入开发阶段的《机器战警归来》计划忽略所有续作，直接延续1987年原作剧情。影片计划由亚伯·福赛斯导演，福赛斯还在改写诺麦尔、迈纳、贾斯汀·罗德斯创作的剧本。诺麦尔2020年接受采访时透露，《机器战警》前传电视剧尚在开发，重点介绍迪克·琼斯青年时代和全向消费品公司崛起。